# Bonferroni-correctie
De Bonferroni-correctie (of Bonferroni-procedure, genoemd naar de Italiaans wiskundige
Carlo Emilio Bonferroni (1892 – 1960)) is een statistische methode ter bestrijding van het probleem van kanskapitalisatie. 
Een belangrijk argument tegen de Bonferroni-correctie is dat het zich alleen richt op het bestrijden van fouten van de eerste soort. Hierdoor daalt het onderscheidingsvermogen β (te) sterk. 

## Methode
De methode is gebaseerd op het idee dat de onderzoeker {\displaystyle k} hypothesen post-hoc (doorgaans na variantie-analyse) toetst. Om het oorspronkelijke significantieniveau {\displaystyle \alpha } te behouden moet volgens de Bonferroni-correctie het significantieniveau voor hypothesetoetsing met een factor {\displaystyle 1/k} verkleind worden tot {\displaystyle \alpha /k}.

## Weblinks
- Bonferroni Correction (MathWorld)